# 이다촌 (시즈오카현 슈치군)
이다촌(飯田村)은 시즈오카현의 서부, 슈치군에 속해있던 촌이다. 현재의 모리정 남동부에 해당한다.

## 역사
- 1889년 4월 1일 - 정촌제 시행에 의해 슈치군 이다촌이 성립하였다.
- 1955년 4월 1일 - 모리정, 소노다촌, 이치미야촌, 아마가타촌과 합병해 새로운 모리정이 성립하여, 동일 이다촌은 폐지되었다.

## 교통

### 철도
- 시즈오카 철도
  - 아키하선(1962년 폐역, 대각선은 1942년 폐역)

일본국유철도 후타마타선(현 텐류하마나코 철도 텐류하마나코선)이 촌을 통과했지만 역은 존재하지 않았다. 현재는 도와다역이 있지만 당시에는 미개업 상태였다.

### 도로
현재는 구촌 지역에 신토메이 고속도로의 모리가케가와 나들목이 존재하지만, 당시에는 미개통 상태였다.

## 참고문헌
- 『가도카와 일본 지명 대사전 22 静岡県』。